# Élection pontificale de 1181
L'élection pontificale de 1181 se déroule le 1er septembre 1181, juste après la mort du pape Alexandre III et aboutit à  l'élection du cardinal Ubaldo Allucingoli qui devient le pape Lucius III. Il s'agit de la première élection pontificale, en application du décret Licet de evitanda discordia, promulgué lors du troisième concile du Latran de 1179, qui instaure que le pape est élu à la majorité des deux tiers des votes.

## Sources
- (en) Cet article est partiellement ou en totalité issu de l’article de Wikipédia en anglais intitulé « Papal election, 1181 » (voir la liste des auteurs).
- (en) Sede Vacante de 1181 - Université de Nothridge - État de Californie - John Paul Adams - 1er septembre 2014